# Cserhát
Cserhát sono delle colline che fanno parte dei Rilievi precarpatici settentrionali in Ungheria.
Il loro territorio è diviso fra le province di Pest e Nógrád e misura circa 2400 km².
Le colline di Cserhát sono delimitate a ovest dai monti Börzsöny e dal Danubio, a nord dalla valle del fiume Ipoly che segna il confine con la Slovacchia, a est dalla valle del fiume Zagyva che le separa dai monti Mátra e a sud dalla Grande Pianura Ungherese.
La parte centrale è montagnosa e coperta da foreste, mentre la parte settentrionale e meridionale hanno un andamento più dolce.
La cima più alta è il monte Naszály (654 m) che si trova nella parte occidentale di fronte all'ansa del Danubio presso Vác.
Le città più importanti che si trovano sul territorio sono:
- Salgótarján;
- Szécsény;
- Balassagyarmat;
- Keszeg.

Nella parte orientale del territorio dei Cserhát si trova il villaggio etnografico di Hollókő, facente parte dei patrimoni dell'umanità dell'UNESCO.
Le colline di Cserhát si trovano lungo il percorso nel territorio ungherese del Sentiero Europeo di lunga distanza E4.